# Marco Kasper
Marco Kasper (Innsbruck, Austria, 8 de abril de 2004) es un jugador profesional austriaco de hockey sobre hielo que se desempeña en la posición de centro en Detroit Red Wings, equipo de la National Hockey League (NHL).

## Carrera
Fue seleccionado en la primera ronda en la NHL Entry Draft de 2022. Hizo su debut profesional con el equipo Detroit Red Wings, donde lleva jugando una temporada.